# Лалейнн, Кэди
Кэди Лалейнн (англ. Cady Lalanne, род. 22 апреля 1992 года) — гаитянский профессиональный баскетболист. На студенческом уровне играл за баскетбольную команду университета Массачусетса «ЮМасс Минитмен».

## Ранняя жизнь
Лалейнн родился в столице Республики Гаити Порт-о-Пренсе. Когда ему было семь лет, его родители с ним переехали в США. В США Кэди посещал старшую школу Оак-Ридж в Орландо (штат Флорида) и был членом школьной баскетбольной команды.

## Выступления за университет
В 2011 году Лалейнн поступил в университет Массачусетса, где изучал социологию. Он также четыре года выступал за студенческую баскетбольную команду «ЮМасс Минитмен», став третьим игроком в истории университета, которому удалось набрать более 1000 очков и сделать 800 подборов и 100 блок-шотов. На последнем году обучения он в среднем за игру набирал 11,6 очка и делал 9,5 подбора и был включён в третью сборную всех звёзд конференции Atlantic 10.

## Профессиональная карьера
25 июня 2015 года Лалейн был выбран на драфте НБА 2015 года во втором раунде под общим 55 номером клубом «Сан-Антонио Спёрс». В июле он выступал за «Спёрс» в Летней лиге НБА. 30 октября он подписал контракт с фарм-клубом Сан-Антонио — «Остин Спёрс». Дебют Кэди в Д-Лиги состоялся 13 ноября. В игре против «Техас Лэджендс», завершившейся со счётом 104:82, баскетболист за 27 минут на площадке набрал 12 очков, сделал 4 подбора, одну передачу и блок-шот. 8 февраля 2016 года он стал участником команды Запада на матче всех звёзд Лиги развития, заменив Орландо Джонсона, которого вызвали в НБА.
28 апреля 2016 года Лалейнн подписал контракт с пуэрто-риканским клубом «Капитанес де Аресибо» и уже на следующий день дебютировал в составе новой команды. В матче против «Сантерос де Агуда», закончившегося поражением «Капитанес» со счётом 76:70, Коди вышел со скамейки на 14 минут и набрал девять очков и сделал два блок-шота.
19 августа 2017 года Лалейнн заключил контракт с итальянским клубом Нью Баскет Бриндиси.
9 февраля 2018 года Кэди подписал контракт с турецким клубом Бешикташ.
17 августа 2018 года Лалейнн подписал годичный контракт с испанским клубом «Манреса».